# Петерек, Ян
Ян Пе́терек (чеш. Jan Peterek; род. 17 октября 1971, Гавиржов, Остравский край, Чехословакия) — чешский хоккеист, правый нападающий.  Чемпион России 2002 и 2003 годов, чемпион Чехии 2011 года.
Сейчас — спортивный директор клуба чешской Экстралиги «Оцеларжи Тршинец».
8 ноября 2019 года свитер с номером 11, под которым играл Ян Петерек, был вывешен под свод арены в Тршинеце.

## Биография
Клубная карьера
- 1989/1990 Витковице
- 1990/1991 Дукла Тренчин, Витковице
- 1993/1994 Витковице
- 1994/1995 Витковице
- 1995/1996 Витковице
- 1996/1997 Витковице — серебро Чешской экстралиги
- 1997/1998 Железарны Тршинец — серебро Чешской экстралиги
- 1998/1999 Железарны Тршинец — бронза Чешской экстралиги
- 1999/2000 Эссят Пори, Гавиржов
- 2000/2001 Гавиржов
- 2001/2002 Локомотив Ярославль (первый иностранец в истории клуба) — золото чемпионата России
- 2002/2003 Локомотив Ярославль — золото чемпионата России
- 2003/2004 Локомотив Ярославль
- 2004/2005 Оцеларжи Тршинец (К), Витковице
- 2005/2006 Оцеларжи Тршинец (К)
- 2006/2007 Оцеларжи Тршинец (К)
- 2007/2008 Оцеларжи Тршинец (К)
- 2008/2009 Оцеларжи Тршинец (К)
- 2009/2010 Оцеларжи Тршинец (К)
- 2010/2011 Оцеларжи Тршинец  — золото Чешской экстралиги
- 2011/2012 Оцеларжи Тршинец
- 2012/2013 Оцеларжи Тршинец
- 2013/2014 Оцеларжи Тршинец

## Статистика
- Чешская экстралига — 1125 игр, 762 (280+482) очка
- Российская суперлига — 170 игр, 98 (37+61) очков
- Чемпионат Финляндии — 6 игр, 1 (0+1) очко
- Сборная Чехии — 5 игр, 5 (1+4) очков
- Кубок Шпенглера — 4 игры, 1 (0+1) очко
- Всего за карьеру в сборной и клубах — 1310 игр, 867 (318+549) очков

## Личная жизнь
Женат, двое детей. Младший сын Йонаш (род. 19.02.2001) — хоккеист, играет за клуб Западной хоккейной лиги «Калгари Хитмен» и за юниорскую сборную Чехии.